# Ja'ammu
Ja'ammu (vagy Ja'amu, Jamu, Jaam; uralkodói nevén Nubuszerré) az ókori Egyiptom egyik uralkodója a második átmeneti korban. Hagyományosan a XVI. dinasztiához sorolták; többen, köztük Jürgen von Beckerath még mindig ezt az elképzelést támogatják; bár Kim Ryholt újabb elmélete szerint a XIV. dinasztia második uralkodója volt.

## Személyazonossága
Úgy tűnik, Ja'ammu nem nagyon élt az uralkodóknak azzal az előjogával, hogy nevét kártusba írhassa, mert csak uralkodói neve, a Nubuszerré fordul elő kártusba írva, és az se mindig; személyneve egyáltalán nem, bár a szokásos „Ré fia” cím szerepel előtte. Feltételezett elődjéhez, Jakbim Szehaenréhez hasonlóan neki sincs közvetlen bizonyíték az uralkodói nevére; szkarabeuszainak stilisztikai hasonlósága alapján William Ayres Ward vetette fel, hogy Nubuszerré volt az, és az elméletet Ryholt dolgozta ki alaposabban. Daphna Ben-Tor vitatta az azonosítást, és rámutatott, hogy az ebben a korban uralkodó királyok pecsétjei túlságosan hasonlítanak ahhoz, hogy efféle azonosítás kizárólag stilisztikai alapon lehetséges legyen. A torinói királylista sem segít, mert ez az uralkodó nem szerepel rajta, feltehetőleg egy lacuna miatt.
Feltéve, hogy Ward és Ryholt elmélete helyes, Nubuszerré Ja'ammu nevét 26, elég durva kidolgozású szkarabeusz említi (ebből tizenkilencen szerepel Nubuszerré és hét szkarabeuszon Ja'ammu neve); ezek alapján Ryholt körülbelül tíz évnyi uralkodási időt tulajdonít neki, i. e. 1780 és 1770 között. Uralkodása eseményeiről semmit nem tudni.
Raphael Giveon izraeli egyiptológus azonosnak tartja Ja'ammut feltételezett elődjével, Jakbimmal.

## Fordítás
- Ez a szócikk részben vagy egészben  a   Ya'ammu Nubwoserre című angol Wikipédia-szócikk ezen változatának fordításán alapul.  Az eredeti cikk szerkesztőit annak laptörténete sorolja fel. Ez a jelzés csupán a megfogalmazás eredetét és a szerzői jogokat jelzi, nem szolgál a cikkben szereplő információk forrásmegjelöléseként.